# Brandis (Schönewalde)

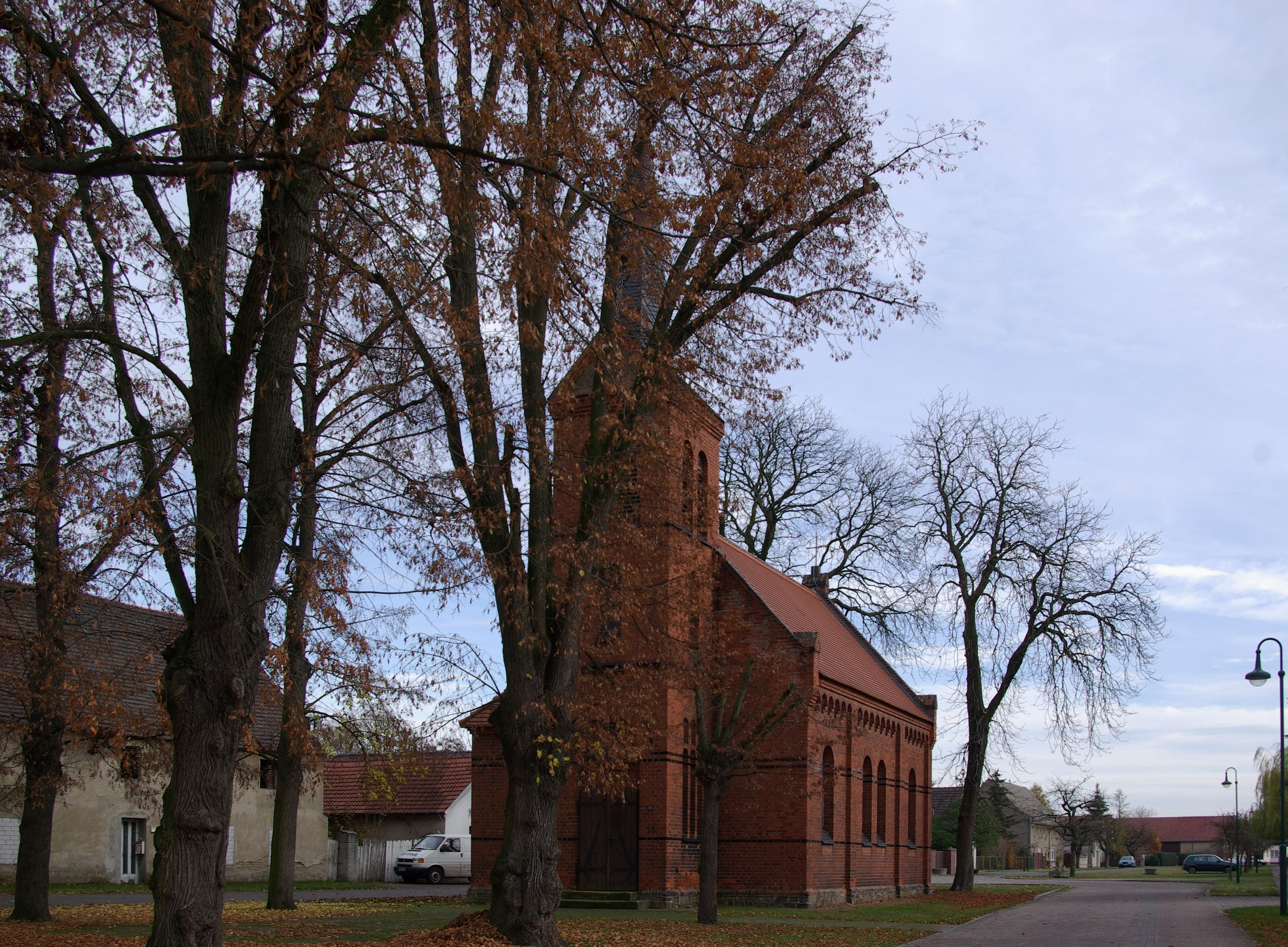
Dorfkirche Brandis

Brandis ist ein Dorf im Landkreis Elbe-Elster im Südwesten des Landes Brandenburg. Der Ort ist – seit dem 6. Oktober 2004 unter dem amtlichen Namen Brandis/Horst – ein Ortsteil der Stadt Schönewalde. Bis zum 30. Dezember 1998 war Brandis eine eigenständige Gemeinde, vom 31. Dezember 1998 bis zum 30. Dezember 2001 gehörte Brandis zur Gemeinde Heideeck.

## Lage
Brandis liegt rund zwölf Kilometer nördlich von Herzberg/Elster und jeweils 40 Kilometer westlich von Luckau bzw. ostsüdöstlich der Lutherstadt Wittenberg, unmittelbar an der Grenze zu Sachsen-Anhalt. Umliegende Ortschaften sind der Gemeindeteil Horst im Norden, Schmielsdorf und Schönewalde im Nordosten, Grauwinkel im Osten, Grassau im Südosten sowie die bereits in Sachsen-Anhalt liegenden Orte Holzdorf-Ost im Süden, Holzdorf im Südwesten, Reicho im Westen und Buschkuhnsdorf im Nordwesten.
Durch den Ort Brandis verläuft die Bundesstraße 101. Zudem endet in Brandis die Bundesstraße 187, während die Landesstraße 71 im Ort beginnt. Brandis liegt unmittelbar südlich des Schweinitzer Fließes und somit nicht mehr im Fläming, während der nördlich gelegene Gemeindeteil Horst zum Fläming zählt. Südlich von Brandis liegt der Fliegerhorst Holzdorf.

## Geschichte
Der Ort wurde im Jahr 1380 als Brandicz erstmals urkundlich erwähnt. Der Name taucht bereits im Jahr 1212 als Familienname auf und geht auf das tirolische Adelsgeschlecht gleichen Namens zurück. Der Ortsname wurde vermutlich von der Stadt Brandis bei Leipzig auf den Ort übertragen.
Brandis gehörte historisch zum Amt Schweinitz und war somit zum Zeitpunkt der Ersterwähnung ein Teil des Herzogtums Sachsen-Wittenberg bzw. des Kurfürstentums Sachsen. Kirchlich gehört der Ort bereits seit 1515 zu Schönewalde. Im Jahr 1806 wurde das Kurfürstentum zum Königreich Sachsen erhoben. Als Folge der Teilung des Königreiches Sachsen nach dem Wiener Kongress kam Brandis an das Königreich Preußen und dort zur Provinz Sachsen, wo der Ort bei der Gebietsreform im folgenden Jahr Landkreis Schweinitz im Regierungsbezirk Merseburg zugeordnet wurde. 1875 hatte Brandis 275 Einwohner. In den Jahren 1896/97 erhielt Brandis eine eigene Dorfkirche, die im Stil der Neoromanik gebaut wurde.
Seit der Auflösung der Provinz Sachsen am 1. Juli 1944 gehörte Brandis zur Provinz Halle-Merseburg. Nach dem Zweiten Weltkrieg kam Brandis in die Sowjetische Besatzungszone und 1949 in die DDR. Seit 1947 gehörte Brandis zum Land Sachsen-Anhalt. Der Landkreis Schweinitz wurde am 1. Juli 1950 in Landkreis Herzberg umbenannt. Bei der DDR-Kreisreform am 25. Juli 1952 wurden der Landkreis Herzberg und das Land Sachsen-Anhalt aufgelöst und Brandis kam an den verkleinerten Kreis Herzberg im Bezirk Cottbus. Am 1. Januar 1974 wurde Horst nach Brandis eingemeindet. Nach der Wiedervereinigung gehörte die Gemeinde Brandis zunächst zum Landkreis Herzberg in Brandenburg.
Im September 1992 schloss sich die Gemeinde zur Erledigung ihrer Verwaltungsgeschäfte dem Amt Schönewalde an. Bei der Kreisreform vom 6. Dezember 1993 ging der Landkreis Herzberg zur Fusion mit den Landkreisen Bad Liebenwerda und Finsterwalde im neuen Landkreis Elbe-Elster auf. Am 31. Dezember 1998 schlossen sich Brandis und die bis dahin ebenfalls eigenständigen Gemeinden Ahlsdorf und Stolzenhain zu der neuen Gemeinde Heideeck zusammen. Die Gemeinde Heideck wurde wiederum am 31. Dezember 2001 aufgelöst und ihre Ortsteile nach Schönewalde eingemeindet, woraufhin das Amt Schönewalde aufgelöst wurde. Am 6. Oktober 2004 wurde der Ortsteil Brandis in Brandis/Horst umbenannt.

## Einwohnerentwicklung
| Jahr | Einwohner |
| ---- | --------- |
| 1875 | 267       |
| 1890 | 250       |
| 1925 | 222       |

| Jahr | Einwohner |
| ---- | --------- |
| 1933 | 216       |
| 1939 | 217       |
| 1946 | 334       |

| Jahr | Einwohner |
| ---- | --------- |
| 1950 | 319       |
| 1964 | 243       |
| 1971 | 242       |

| Jahr | Einwohner |
| ---- | --------- |
| 1981 | 287       |
| 1989 | 277       |
| 1997 | 255       |

Gebietsstand des jeweiligen Jahres, ab 1981 mit Horst